# Nádassy Anna
Nádassy Anna névvariáns: Nádasi Anna (Budapest, 1923. december 2. – Miskolc, 2000. január 8. előtt) magyar színésznő.

## Életpályája
Pályájáról mesélte:

„19…izében — a korom elhallgatásának szellemes módját egy mostani szerepemből tanultam — Szegeden voltam primadonna. Az operettirodalom legszebbjeit énekeltem, közöttük is legemlékezetesebb a Luxemburg grófja…  A kritikusok igazat írnak. Általában… Talán csak azt hagyják figyelmen kívül, hogy szereplehetőségeim — komika, nagyvilági, félvilági hölgy stb. — harsányságot követelnek. E százados figurákat, melyeket nem lehet szende módon eljátszani, nem én találtam ki. Míg primadonna voltam, alakításaimat sohasem minősítették harsánynak. De ahogy az évek múltak, szerepkört változtattam. S éppen itt, Miskolcon. Mert Szeged után énekes színésznőként bejártam az országot. Két évig a Fővárosi Operettszínháznak is tagja voltam. Kevesen tudják, hogy Debrecenben és Miskolcon egy-egy opera főszerepét is elénekeltem.”

Az Országos Magyar Színművészeti Akadémián 1942-ben kapott színészi diplomát és a Szegedi Nemzeti Színházban kezdte pályáját. 1943-tól a Pécsi Nemzeti Színházban szerepelt. 1947-től két évadot a Fővárosi Operettszínházban játszott, 1949-től a Miskolci Nemzeti Színház, 1950-től a debreceni Csokonai Színház szerződtette. 1952-től nyugdíjba vonulásáig 1979-ig, a Miskolci Nemzeti Színház tagja volt.

## Fontosabb színházi szerepei
- Giacomo Puccini: Bohémélet... Musetta
- William Shakespeare: Vízkereszt vagy amit akartok... Mária, Olívia komornája
- William Shakespeare: A windsori víg asszonyok... Page-né
- Niccolò Machiavelli: Mandragóra... Sostrata
- Carlo Goldoni: Két úr szolgája... Smeraldina
- Benjamin Jonson: Volpone... Canina, kurtizán
- Lope de Vega: A kertész kutyája... Diana
- Arisztophanész: Lysistraté... Női karvezető
- Gabriela Zapolska: Dulszka asszony erkölcse... Dulszka asszony
- Victorien Sardou: A szókimondó asszonyság... Katalin
- Ion Luca Caragiale: Zűrzavaros éjszaka... Veta, Dumitrache úr oldalbordája
- Fjodor Mihajlovics Dosztojevszkij: A félkegyelmű... Darja Alekszejevna
- Ilf és Petrov – Tabi László: Tizenkét szék... Jelena, hajdani szépasszony, jelenleg jósnő; Színésznő a Kaméliás hölgy szerepében
- Valentyin Petrovics Katajev: Bolondos vasárnap... Igazgatónő
- Bertolt Brecht – Kurt Weill: Koldusopera... Kocsma Jenny
- Tennessee Williams: A vágy villamosa... Eunice
- Gian Paolo Callegari: Megperzselt lányok... Mastropaolo asszony, disztingvált, de tisztességtelen úriasszony
- Jaroslav Hašek: Svejk a hátországban... Müllerné
- Szigligeti Ede – Tabi László: Párizsi vendég... Thusnelda grófnő
- Mikszáth Kálmán: A Noszty fiú esete Tóth Marival... Krisztina, Tóth Mihály felesége
- Mikszáth Kálmán: A szelistyei asszonyok... Mária, szelestyei asszony
- Mikszáth Kálmán: Szépasszony madara... Paksiné
- Heltai Jenő: A néma levente... Gianetta
- Molnár Ferenc: Liliom... Muskátné
- Gádor Béla: Állami áruház... Ilonka
- Gyárfás Miklós: Egérút... Orbók Istvánné
- Kertész Imre: Bekopog a szerelem... Piroska néni
- Szakonyi Károly: Hongkongi paróka... Ilona
- Szakonyi Károly: Adáshiba... Bódogné
- Tabi László: Különleges világnap... Elli
- Sós György: Pettyes... Annus, Istók leánya
- Kövesdi Nagy Lajos – Dobos Attila – Szenes Iván: Isten véled, édes Piroskám!... Izabella néni, Sárosi nagynénje
- Szűcs György – Szenes Iván: Elveszem a feleségem... Árvai Teréz
- Michael Stewart – Thornton Wilder – Jerry Herman: Hello, Dolly!... Ernestina
- Schönthan testvérek – Kellér Dezső – Horváth Jenő – Szenes Iván: A szabin nők elrablása... Retteginé; Borbála, Bányai felesége
- Carl Zeller: A madarász... Adelaide bárónő, főudvarmesternő
- Leo Fall: Sztambul rózsája... Désirée, társalkodónő
- Hervé: Nebáncsvirág... Corinna
- Jacques Offenbach: A gerolsteini nagyhercegnő... Anna nagyhercegnő
- Jacques Offenbach: Szép Heléna... Heléna
- Johann Strauss: Bécsi diákok... Jetty Huber, primadonna
- Johann Strauss: A denevér... Rosalinda
- Johann Strauss: Cigánybáró... Mirabella; Szaffi
- Oscar Straus: Varázskeringő... Főudvarmesternő
- Farkas Ferenc: Csínom Palkó... Zsuzsika, Balogh Ádám menyasszonya
- Tóth Miklós – Hajdu Júlia: Füredi komédiások... Pataky Vilma, színésznő
- Lehár Ferenc: Vándordiák... Karolin
- Lehár Ferenc: Éva... Éva
- Lehár Ferenc: Luxemburg grófja... Angele
- Jacobi Viktor: Leányvásár... Harrisonné
- Huszka Jenő: Gül Baba... Mujkóné
- Kálmán Imre: Cirkuszhercegnő... Slukkné
- Kálmán Imre: Csárdáskirálynő... Cecília
- Fényes Szabolcs: Rigó Jancsi... Clara

## Filmek, tv
- Forró vizet a kopaszra! (1972)